# ماكس ماكجي
ماكس ماكجي (بالإنجليزية: Max McGee)‏ هو لاعب كرة قدم أمريكية وصحفي وضابط أمريكي، ولد في 16 يوليو 1932 في اوفرتون في الولايات المتحدة، وتوفي في 20 أكتوبر 2007 في ديفافين في الولايات المتحدة.

## وصلات خارجية
- ماكس ماكجي على موقع مرجع كرة القدم المحترفة.كوم (الإنجليزية)
- ماكس ماكجي على موقع قاعة لويزيانا للمشاهير الرياضية (الإنجليزية)
- ماكس ماكجي على موقع IMDb (الإنجليزية)
- ماكس ماكجي على موقع إن إن دي بي (الإنجليزية)